# RENTRER EN SOI (album)
RENTRER EN SOI (RENTRER EN SOI?) è il secondo album della rock band visual kei giapponese RENTRER EN SOI, che al tempo usava la grafia Rentrer En Soi. È stato pubblicato il 31 maggio 2006 dalle etichetta indie Free-Will in Giappone e dalla Gan-Shin in Europa.
Il disco è stato stampato in due edizioni entrambe con custodia jewel case: una special edition con un DVD extra ed una normal edition con copertina variata.

## Tracce
Dopo il titolo è indicata fra parentesi "()" la grafia originale del titolo.
1. Mawaru (廻?) - 0:48 (Satsuki - Takumi)
2. Bunretsu LE+DD jinkaku (分裂LE+DD人格?) - 4:04 (Satsuki - Takumi)
3. Gira gira (疑裸偽裸?) - 3:12 (Satsuki - Shun)
4. DEAD believe ME (DEAD bilieve ME?)[1] - 2:48 (Satsuki - Mika)
5. PROTOPLASM (PROTOPLASM?) - 5:39 (Satsuki - Takumi)
6. Gedoku magai ni SUICIDE (解毒まがいにSUICIDE?) - 3:39 (Satsuki - Mika)
7. Strawberry Oblaat (Strawberry Oblaat?) - 2:35 (Satsuki)
8. Misemonogoya (見世物小屋?) - 2:31 (Satsuki - Takumi)
9. Karasuiro no taiji (鴉色の胎児?) - 4:18 (Satsuki - Shun)
10. Seishinshi 13 dome (精神死13度目?) - 2:43 (Satsuki - Takumi)
11. JUDE (JUDE?) - 4:07 (Satsuki - Takumi)
12. Binetsu shita de shajitsu shita shinsou wa atesaki fumei no tegami to naru (微熱下で写実した深層は宛先不明の手紙と成る?) - 5:49 (Satsuki - Takumi)

### DVD
1. PROTOPLASM (PROTOPLASM?); videoclip
2. Karasuiro no taiji; videoclip
3. Bunretsu LE+DD jinkaku (分裂LE+DD人格?); videoclip

## Singoli
- 22/02/2006 - PROTOPLASM
- 26/04/2006 - Karasuiro no taiji

## Formazione
- Satsuki - voce
- Takumi - chitarra
- Shun - chitarra
- Ryō - basso
- Mika - batteria